# Dora Madison Burge
Dora Madison Burge (* 17. října 1990, Hutto, Texas, Spojené státy americké), známá jako Madison Burge nebo Dora Madison, je americká herečka. Nejvíce se proslavila rolí Becky Sproles v dramatickém seriálu Friday Night Lights (2009–2011) a jako Jessica Chilton v seriálu Chicago Fire (2015–2016)

## Životopis
Narodila se ve městě Hutto v Texasu. Má pět starších sourozenců.Navštěvovala křesťanskou akademii Round Rock Christian Academy a byla přijata na Univerzitu v Severním Texasu, ale rozhodla se na školu nenastoupit a věnovat se herecké kariéře.

## Kariéra
Poté, co se v roce 2009 objevila v několika krátkometrážních filmech, získala roli Becky Sproles ve čtvrté řadě dramatickém seriálu stanice NBC Friday Night Lights. Seriál skončil pátou sérií v roce 2011. Po skončení seriálu si zahrála ve sportovním dramatu Seven Days in Utopia, ve třech epizodách seriálu The Lying Game a ve filmu Humans Verus Zombies. V roce 2012 si zahrála v rodinném filmu Kovbojky a andělé a rok později ve filmu My Dog Champion. V roce 2014 získala vedlejší roli Zoe v seriálu Láska ve hvězdách, který vysílal stanice The CW, po první řadě byl však seriál zrušen. Ve stejném roce si také zahrála v hororovém filmu Exists, režírovaném Eduardem Sánchezem. V roce 2015 se připojila do třetí řady seriálu stanice NBC Chicago Fire. V roce 2016 v seriálu skončila.

## Filmografie
| Rok  | Název                           | Role          | Poznámky            |
| ---- | ------------------------------- | ------------- | ------------------- |
| 2005 | Dear Viddy                      | Hasna         | Krátkometrážní film |
| 2006 | Jumping Off Bridges             | Student       |                     |
| 2007 | The Substitute                  | Student       | Krátkometrážní film |
| 2007 | Trick or Treat                  | Teenager      | Krátkometrážní film |
| 2009 | Wasting Away                    |               |                     |
| 2009 | One More Chance                 |               | Krátkometrážní film |
| 2011 | The Man Who Never Cried         | Janie         | Krátkometrážní film |
| 2011 | Seven Days in Utopia            | Lukova sestra |                     |
| 2011 | Humans Versus Zombies           | Tommi         |                     |
| 2012 | Kovbojky a andělé               | Kansas        |                     |
| 2013 | Formosa TX                      | Mina          | Krátkometrážní film |
| 2013 | My Dog the Champion             | Madison       |                     |
| 2014 | Exists                          | Dora          |                     |
| 2014 | Lily and Lucille's Hip Creature | Emily Caruso  | Krátkometrážní film |
| 2014 | Loft                            | Zoe Trauner   |                     |
| 2015 | Erased                          | (hlas)        | Krátkometrážní film |
| 2015 | Divine Access                   | Amber         |                     |
| 2016 | Everybody Wants Some!!          | Val           |                     |
| 2016 | Weightless                      | Denise        |                     |
| 2016 | The Honor Farm                  | Laila         |                     |
| 2016 | Chee and T                      | Franco        |                     |
| 2016 | Night of the Babysitter         | Chůva         |                     |
| 2016 | Stars Are Already Dead          | Law Willart   |                     |

| Rok       | Název                                   | Role                    | Poznámky                                                  |
| --------- | --------------------------------------- | ----------------------- | --------------------------------------------------------- |
| 2009–2011 | Friday Night Lights                     | Becky Sproles           | hlavní role (5. série), vedlejší role (4. série) 26 dílů  |
| 2011      | The Lying Game                          | Lexi Samuels            | vedlejší role, 3 díly                                     |
| 2012      | Policajti z L.A.                        | Tracy Haywood           | díl: „Thursday“                                           |
| 2013      | Dexter                                  | Niki Walters            | vedlejší role, 8 dílů                                     |
| 2013      | Ironside: Na straně zákona              |                         | díl: „Uptown Murders“                                     |
| 2014      | Láska ve hvězdách                       | Zoe                     | vedlejší role, 7 epizod                                   |
| 2014      | Chicago P.D.                            | Alissa Martin           | díl: „Call It Macaroni“                                   |
| 2014      | Námořní vyšetřovací služba: New Orleans | Tilda                   | díl: „The Recruits“                                       |
| 2015–16   | Chicago Fire                            | Jessica “Chili” Chilton | hlavní role (4. série), vedlejší role (3. série), 17 dílů |
| 2015–16   | Chicago Med                             | Jessica "Chili" Chilton | vedlejší role, 2 díly                                     |